# Philippe Quémerais
Philippe Quémerais (Rennes, 2 de julio de 1971) es un deportista francés que compitió en piragüismo en la modalidad de eslalon. Ganó tres medallas en el Campeonato Mundial de Piragüismo en Eslalon entre los años 1999 y 2005, y cuatro medallas en el Campeonato Europeo de Piragüismo en Eslalon entre los años 1998 y 2006.

## Palmarés internacional
| Campeonato Mundial | Campeonato Mundial                   | Campeonato Mundial | Campeonato Mundial |
| Año                | Lugar                                | Medalla            | Competición        |
| ------------------ | ------------------------------------ | ------------------ | ------------------ |
| 1999               | Seo de Urgel (España)                | Medalla de bronce  | C2 por equipos     |
| 2002               | Bourg-Saint-Maurice (Francia)        | Medalla de oro     | C2 por equipos     |
| 2005               | Penrith (Australia)                  | Medalla de bronce  | C2 por equipos     |
| Campeonato Europeo |                                      |                    |                    |
| Año                | Lugar                                | Medalla            | Competición        |
| 1998               | Roudnice nad Labem (República Checa) | Medalla de bronce  | C2 por equipos     |
| 2002               | Bratislava (Eslovaquia)              | Medalla de plata   | C2 por equipos     |
| 2005               | Tacen (Eslovenia)                    | Medalla de bronce  | C2 por equipos     |
| 2006               | L'Argentière-la-Bessée (Francia)     | Medalla de plata   | C2 por equipos     |